# Macelowa Góra
Die Macelowa Góra ist ein Berg in den polnischen Mittleren Pieninen, einem Gebirgszug der Pieninen, mit 800 m. ü.N.N. Sie liegt in den Czorsztyner Pieninen. Der Gipfel liegt ca. 300 Meter über dem Tal des Dunajec.

## Lage und Umgebung
Die Macelowa Góra liegt im Hauptkamm der Pieninen. Südöstlich des Gipfels liegt der Dunajec-Durchbruch, nördlich liegt das Tal der Krośnica. 

## Etymologie
Der Name des Gipfels lässt sich übersetzen als Berg des Macel. 

## Tourismus
Der Gipfel liegt im Pieninen-Nationalpark. Er ist nicht für Touristen zugänglich. 